# Ugovor iz Džede (1927.)
Ugovor iz Džede iz 1927., formalno Ugovor između Njegovog Veličanstva i Njegovog Veličanstva Kralja Hedžaza i Nedžda i njegovih zavisnih područja, potpisan je između Ujedinjenog Kraljevstva i Ibn Sauda. Njime je priznata neovisnost Ibn Sauda i suverenitet nad onim što je tada bilo poznato kao Kraljevstvo Hidžaza i Nedžda. Dvije regije ujedinjene su u Kraljevinu Saudijsku Arabiju 1932. Zauzvrat, Ibn Saud je pristao zaustaviti svoje snage u napadima i uznemiravanju susjednih britanskih protektorata..
Objavljen je u Treaty Series br. 25 (1927.), naredba 2951 i malo je modificiran dvjema daljnjim razmjenama bilješki 1936. (Treaty Series No. 10 (1937) naredba 5380) i 1943. (Treaty Series br. 13 (1947.), naredba 7064).